# Гай Серий Авгурин
Гай Серии Авгурин (на латински: Gaius Serius Augurinus) е политик и сенатор на Римската империя през 2 век.
Авгурин е син на Гай Юлий Серий Авгурин (консул 132 г.). През 156 г. той е консул заедно с Марк Цейоний Силван. През 169/170 г. е проконсул на провинция Африка.